# Eremoryzomys mesocaudis
Eremoryzomys mesocaudis es una especie de roedor muroideo de la familia de los cricétidos y endémica del Perú.